# Municipio de Lincoln (condado de Hamilton)
El municipio de Lincoln (en inglés: Lincoln Township) es un municipio ubicado en el condado de Hamilton en el estado estadounidense de Iowa. En el año 2010 tenía una población de 693 habitantes y una densidad poblacional de 7,3 personas por km².

## Geografía
El municipio de Lincoln se encuentra ubicado en las coordenadas 42°20′23″N 93°31′20″O / 42.33972, -93.52222. Según la Oficina del Censo de los Estados Unidos, el municipio tiene una superficie total de 94.91 km², de la cual 94,91 km² corresponden a tierra firme y (0 %) 0 km² es agua.

## Demografía
Según el censo de 2010, había 693 personas residiendo en el municipio de Lincoln. La densidad de población era de 7,3 hab./km². De los 693 habitantes, el municipio de Lincoln estaba compuesto por el 91,92 % blancos, el 0,87 % eran afroamericanos, el 1,59 % eran amerindios, el 0,29 % eran asiáticos, el 4,04 % eran de otras razas y el 1,3 % eran de una mezcla de razas. Del total de la población el 5,63 % eran hispanos o latinos de cualquier raza.